# Alexander Petrowitsch Fjodorow
Alexander Petrowitsch Fjodorow (russisch Александр Петрович Фёдоров, * 1872; † nach 1910) war ein russischer Erfinder.
Fjodorow wurde in eine adlige Familie geboren. Nach seiner Zeit beim Militär ging er nach Frankreich, um sich technisch ausbilden zu lassen. Nach seiner Rückkehr veröffentlichte er unter anderem in der Sankt Petersburger wissenschaftlichen Zeitung „Политехника“.
Nach ihm ist der Mondkrater Fedorov benannt.